# Јерменија на Европском првенству у атлетици на отвореном 2012.
Јерменија је учествовала на 21. Европском првенству на отвореном 2012. одржаном у Хелсинкију, Финска, од 27. јуна до 1. јула. Ово је било шесто Европско првенство на отвореном од 1994. године од када Јерменија учествује као самостална држава.
На првенству у Хелсинкију Јерменију је представљало 5 спортиста (три мушкараца и две жене) који су се такмичили у 5 дисциплине.
Представници Јерменије нису освојили ниједну медаљу, нити су имали пласман у неко од финала. Оборен је само један лични рекорд.

## Учесници
| Дисциплина    | Мушкарци                          | Жене                 | Укупно |
| ------------- | --------------------------------- | -------------------- | ------ |
| 400 м препоне |                                   | Амалија Шаројан      | 1      |
| Скок удаљ     | Вардан Пахлеванјан Арсен Саргсјан |                      | 2      |
| Бацање копља  | Мелик Јанојан                     | Кристина Харутјунјан | 2      |
| Укупно        | 3                                 | 2                    | 5      |

### Мушкарци
| Атлетичар          | Дисциплина   | Лични рекорд | Квалификације | Квалификације | Полуфинале | Полуфинале | Финале            | Финале  | Детаљи |
| Атлетичар          | Дисциплина   | Лични рекорд | Резултат      | Место         | Резултат   | Место      | Резултат          | Место   | Детаљи |
| ------------------ | ------------ | ------------ | ------------- | ------------- | ---------- | ---------- | ----------------- | ------- | ------ |
| Вардан Пахлеванјан | скок удаљ    | 8,20         | 7,67          | 11 у гр. А    |            |            | Нису се пласирали | 24 / 37 | [ 1 ]  |
| Арсен Саргсјан     | скок удаљ    | 8,20         | 7,47          | 14 у гр. Б    | 29 / 37    |            | Нису се пласирали |         | [ 1 ]  |
| Мелик Јанојан      | бацање копља | 79,71        | 72,59         | 12 у гр. А    | 22 / 29    | [ 2 ]      | Нису се пласирали |         |        |

## Жене
| Атлетичарka          | Дисциплина    | Лични рекорд | Квалификације | Квалификације | Полуфинале        | Полуфинале        | Финале            | Финале  | Детаљи |
| Атлетичарka          | Дисциплина    | Лични рекорд | Резултат      | Место         | Резултат          | Место             | Резултат          | Место   | Детаљи |
| -------------------- | ------------- | ------------ | ------------- | ------------- | ----------------- | ----------------- | ----------------- | ------- | ------ |
| Амалија Шаројан      | 400 м препоне | 58,54        | 58,27 ЛР      | 6 у гр. 4     | Није се пласирала | Није се пласирала | Није се пласирала | 24 / 27 | [ 3 ]  |
| Кристина Харутјунјан | бацање копља  | 59,12        | 72,59         | 12 у гр. А    |                   |                   | Није се пласирала | 23 / 23 | [ 4 ]  |